# Cerdistus vittipes
Cerdistus vittipes là một loài ruồi trong họ Asilidae. Cerdistus vittipes được Macquart miêu tả năm 1847.